# Staphylokinase
Die Staphylokinase ist ein von einem Prophagen codierter Pathogenitätsfaktor von Staphylococcus aureus. Sie ist ein Protein ohne  enzymatische Aktivität.  
Staphylokinase interagiert mit Defensinen und mit Plasminogen. Durch die Interaktion mit Defensinen neutralisiert sie die bakteriozide Wirkung dieser Stoffe und stellt damit ein Mittel dar, das angeborene Immunsystem des Wirts zu unterlaufen.    
Die Interaktion mit Plasminogen resultiert in aktivem Plasmin, einer Serinprotease die in der Fibrinolyse das Fibrin in Blutgerinnseln auflöst. Staphylokinase ist ein Gegenspieler der Koagulase, die ebenfalls von S. aureus produziert wird. Die Wirkung der Koagulase ähnelt der des körpereigenen Thrombins, des wichtigsten Enzyms der Blutgerinnung, sie führt zur Polymerisation des Fibrinogens zum Fibrin.
Dieses Vorgehen von S. aureus ist sehr trickreich:
- Zu Beginn einer Infektion nutzt dieses Bakterium die Koagulase und schafft sich durch die Aktivierung des Blutgerinnungssystems einen Raum, in dem es sich ungestört vermehren kann. Durch diese Abgrenzung des Infektionsortes ist es vor den Angriffen des Immunsystems geschützt.
- Sobald es in dieser Nische eine bestimmte Zelldichte erreicht hat, schaltet es, zelldichteabhängig durch Quorum sensing reguliert, die Produktion der Staphylokinase an. Diese löst die Fibrinstrukturen auf und blockiert einen Teil des Immunsystems. Dadurch wird eine weitere Ausbreitung des Erregers in das umliegende Gewebe außerhalb des ursprünglichen Infektionsorts ermöglicht.

In der Kardiologie wird die Streptokinase bei der Behandlung des Herzinfarkts und schwerer Thrombosen eingesetzt. Zurzeit wird in klinischen Tests überprüft, ob sich Staphylokinase ebenfalls für therapeutische Zwecke eignet.